# アッツァーノ・サン・パオロ
アッツァーノ・サン・パオロ（伊: Azzano San Paolo  ( 音声ファイル)）は、イタリア共和国ロンバルディア州ベルガモ県にある、人口約7,500人の基礎自治体（コムーネ）。

## 地理

### 位置・広がり
ベルガモ県中部のコムーネ。県都ベルガモから南へ4km、州都ミラノから東北東へ44kmの距離にある。

#### 隣接コムーネ
隣接するコムーネは以下の通り。
- ベルガモ
- オーリオ・アル・セーリオ
- ステッツァーノ
- ザーニカ

### 地震分類
イタリアの地震リスク階級 (it) では、3 に分類される
。

## 写真

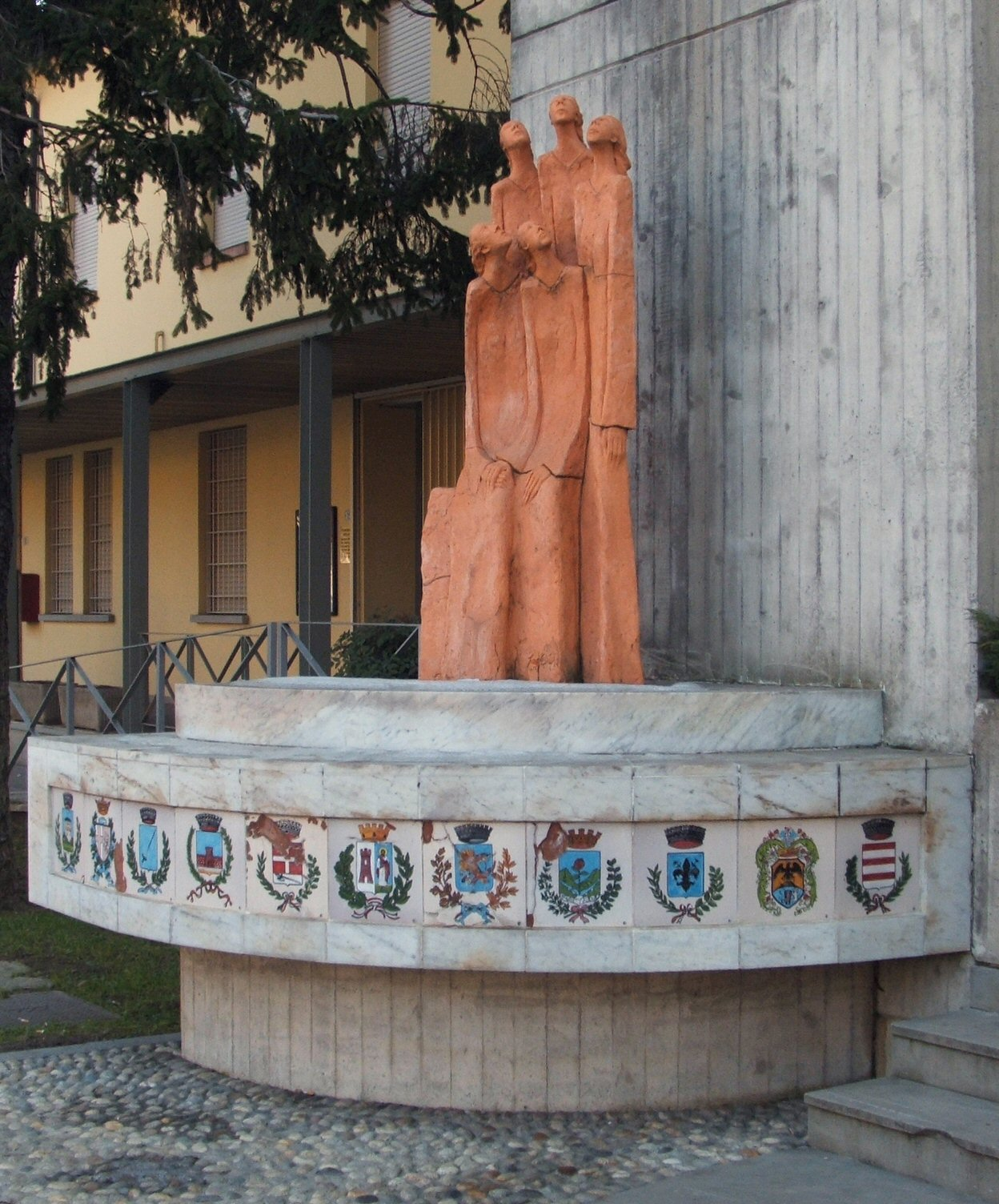
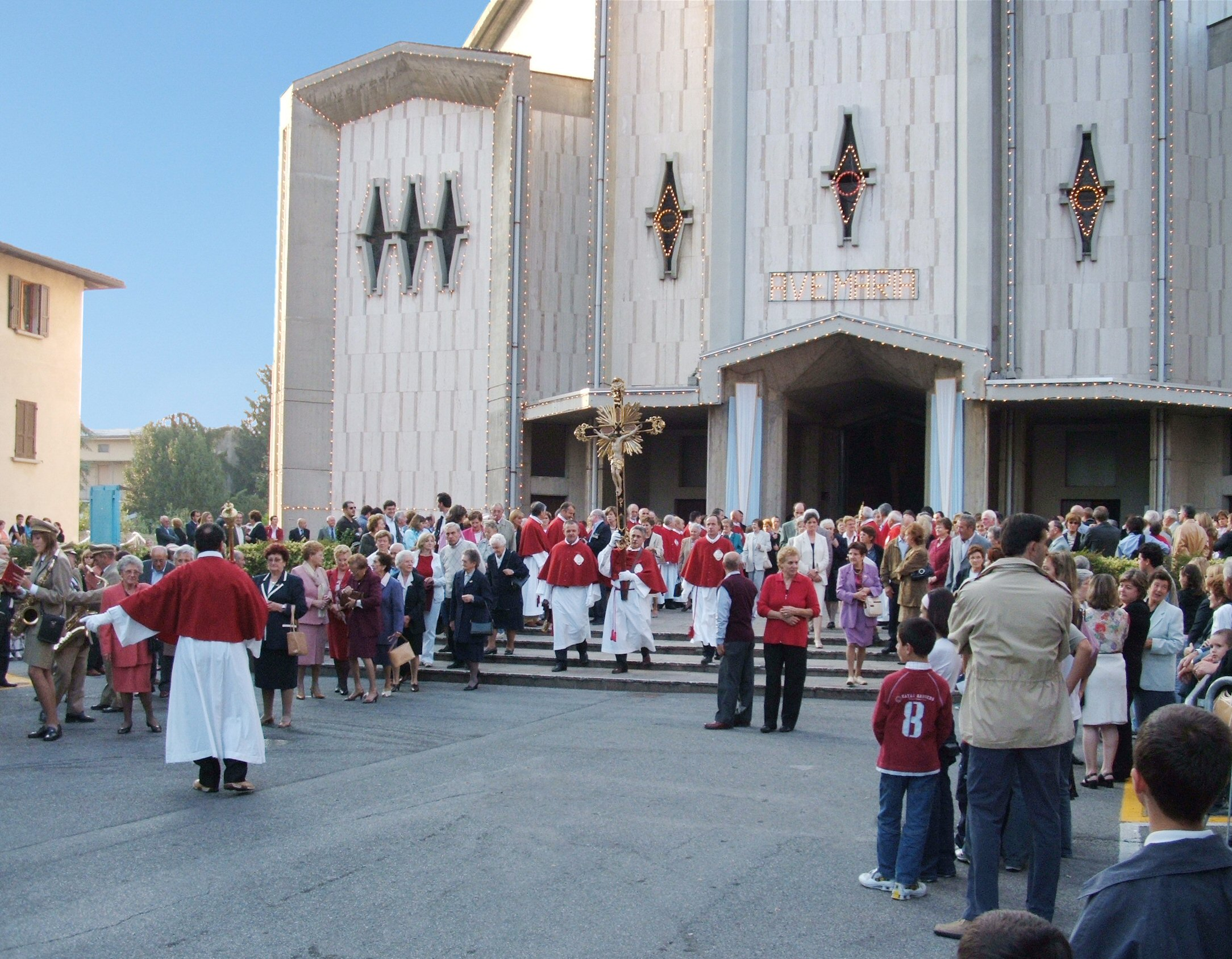
Festa del Santo Rosario